# Tadeusz Michałowski (astronom)
Tadeusz Michałowski (ur. 1954) – polski astronom, profesor zwyczajny nauk fizycznych. Specjalizuje się w astrofizyce. Nauczyciel akademicki Uniwersytetu im. Adama Mickiewicza w Poznaniu.

## Życiorys
Studia z astronomii ukończył na Uniwersytecie Mikołaja Kopernika w Toruniu (1978). Od 1979 pracuje w Obserwatorium Astronomicznym UAM (Wydział Fizyki UAM). Rozprawę doktorską obronił w 1986 na Uniwersytecie im. Adama Mickiewicza, a habilitował się w 1997 na UMK na podstawie oceny dorobku naukowego i rozprawy pt. Wyznaczanie orientacji osi obrotu oraz kształtu małych planet w oparciu o obserwacje fotometryczne. Tytuł profesora uzyskał w 2009. Prowadzi zajęcia m.in. z astronomii, fizyki planetoid oraz astronomii pozagalaktycznej i kosmologii.
W pracy badawczej zajmuje się badaniem fizycznej budowy planetoid na podstawie zmian ich jasności określając kształt planetoid, właściwości ich powierzchni oraz oś i czas rotacji. W uznaniu jego dorobku decyzją Międzynarodowej Unii Astronomicznej jedną z planetoid nazwano (7747) Michałowski.
Swoje prace publikował m.in. w "Astronomy and Astrophysics". W l. 1994-95 stypendysta Fulbrighta na California Institute of Technology.